# قمری غرب پرو
قمری غرب پرو یا قمری اقیانوس آرام (نام علمی: Zenaida meloda) گونه‌ای قمری از سرده Zenaida است.
قمری غرب پرو را می‌توان در مناطق پست بیابانی و کوهپایه‌ها در بسیاری از زیستگاه‌های باز و نیمه‌بازیافت. اینها عبارتند از خیابان‌ها، باغ‌ها، کشتزارها و واحه‌های نخلی.